# 사비소나무밭쥐
사비소나무밭쥐(Microtus savii)는 밭쥐속에 속하는 설치류의 일종이다. 프랑스와 이탈리아에서 발견된다.

## 특징
작은 설치류로 몸길이가 82~85mm이고 꽤 단단하다. 몸무게는 15~32g이다. 털은 무성하고 부드러우며 연한 갈색을 띤다. 배 쪽으로 갈수록 회색빛이 감돈다.

## 분포 및 서식지
사비소나무밭쥐는 이탈리아 반도 전역(북동부 제외)과 시칠리아섬 대부분 지역에 널리 분포한다. 사르데냐에서는 발견되지 않는다.

## 아종
4종의 아종이 알려져 있다.
- M. savii savii
- M. savii nebrodensis
- M. savii tolfetanus
- M. savii niethammericus